# Isoodon peninsulae
Isoodon peninsulae is een buideldas uit het geslacht der kortneusbuideldassen. De wetenschappelijke naam van de soort werd voor het eerst geldig gepubliceerd door Oldfield Thomas in 1922.

## Taxonomie
Deze soort werd traditioneel als ondersoort van de gewone kortneusbuideldas (Isoodon obesulus) gerekend, maar uit verschillende onderzoeken is gebleken dat het een aparte soort is. De soort is nauwer verwant aan de gouden kortneusbuideldas (I. auratus) dan aan de gewone kortneusbuideldas (I. obesulus).

## Kenmerken
De soort bereikt een kop-romplengte van 28 tot 36 cm, heeft een staart van 9 tot 14,5 cm lang en bereikt een gewicht van 0,4 tot 1,8 kg. Mannetjes zijn tot 40% zwaarder dan vrouwtjes. De rug is grijsbruin tot donkerbruin, met daarin zwarte, borstelige haren. Het vacht op de buik is lichtgrijs, roomwit of gelig en veel zachter dan de rugvacht. Het haar op de staart is zwart.

## Leefwijze
De soort wordt gevonden in open droge bossen met grasbomen en struiken, evenals in vochtige bossen met Allocasuarina en Eucalyptus. Het is een alleseter, waarbij insecten een belangrijk onderdeel van het dieet vormen. Fecale monsters die werden onderzocht bestonden uit 35 tot 56% insectenresten. Het belangrijkste plantaardige onderdeel van het dieet zijn wortels. Daarnaast worden grassen, kruiden, fruit en paddenstoelen geconsumeerd.

## Voorkomen
De soort komt voor in het noordoosten van Queensland, op het Kaap York-schiereiland.